# 沃尔特·霍沃思
沃尔特·诺曼·霍沃思爵士，FRS（英語：Sir Walter Norman Haworth，1883年3月19日—1950年3月19日），英国化学家。因在碳水化合物和维生素上的研究，1937年获诺贝尔化学奖。该奖项是与瑞士化学家保罗·卡勒共享的。

## 生平
从14岁起，他就在他父亲管理的当地Ryland 亚麻油地毡工厂工作了一段时间，于1903年学习并成功通过了曼彻斯特大学的入学考试，学习化学。尽管父母积极劝阻，他还是做出了这一追求。
一战期间，霍沃思在圣安德鲁斯大学组织了实验室，为英国政府生产化学药品和药品。
1925年，他被任命为伯明翰大学的梅森化学教授（这一职位一直持续到1948年）。
1928年，他推论并确认了麦芽糖，纤维二糖，乳糖，半乳糖，棉子糖等的结构，葡萄糖苷的互变异构结构。他在1929年发表了经典著作《糖的构成》。
1950年他67岁生日时，他因心脏病突然去世。

## 贡献
- 用硫酸二甲酯对糖类进行O-甲基化
- 哈沃斯透视式